# Chrysolina eurina
Chrysolina eurina é uma espécie de artrópode pertencente à família Chrysomelidae.